# Bataille de Boydton Plank Road
Guerre de Sécession
Batailles
Campagne de Richmond-Petersburg
- 1re Petersburg
- 2e Petersburg
- Jerusalem Plank Road
- Raid de Wilson–Kautz
- Stauton River Bridge
- Sappony Church
- 1re Ream's Station
- 1re Deep Bottom
- Cratère
- 2e Deep Bottom
- Globe Tavern
- 2e Ream's Station
- Raid de Beefsteak
- Chaffin's Farm
- Peebles' Farm
- Vaughan Road
- Darbytown & New Market Roads
- Darbytown Road
- Fair Oaks & Darbytown Road
- Boydton Plank Road
- Bataille de Trent's Reach
- Hatcher's Run
- Fort Stedman

La bataille de Boydton Plank Road (également appelée Burgess Mill, ou First Hatcher's Run), est livrée les 27-28 octobre 1864, à la suite de la bataille de Peebles' Farme réussie du siège de Petersburg au cours de la guerre de Sécession. C'est une tentative de l'armée de l'Union de s'emparer de la Boydton Plank Road et de couper le chemin de fer du côté sud, une ligne de ravitaillement critique vers Petersburg, en Virginie.

## Contexte
Lors de la bataille de Peebles' Farm plus tôt en octobre, le Ve corps de l'Union a capturé une partie des ouvrages confédérés autour de Hatcher's Run. L'ensemble du IIe corps, sous les ordres du major général Winfield S. Hancock, est sorti des tranchées et est parti pour opéré contre la ligne de Boydton des confédérés en conjonction avec une opération simultanée contre les défenses de Richmond le long de la route de Darbytown. Le IIe corps est renforcé par les divisions du Ve corps, du IXe corps, et de la division de cavalerie du brigadier général David McM. Gregg opérant déjà dans la région.

## Bataille
Le 27 octobre, Hancock traverse Hatcher's Run, écarte les piquets confédérés et contourne le flanc confédéré vers le Burgess Mill. La division sous les ordres du brigadier général Gershom Mott traverse la Boydton Plank Road et attaque la cavalerie confédérée du major général Wade Hampton, menaçant de le couper les lignes principale confédérées. Le lieutenant général. A. P. Hill, qui commande les défenses confédérées dans la région, réagit rapidement à la menace de Hancock. Cependant, une fois que ses unités se déplacent pour affronter les fédéraux, Hill, en mauvaise santé, qui s'avère trop malade pour continuer à commander sur le terrain et donne le commandement de son corps d'armée au major général Henry Heth. Heth met deux divisions sur le chemin de Hancock, mais le commandant fédéral fait grimper jusqu'à la Boydton Plank Road et pousse de côté les confédérés opposés. À ce moment, le major général George G. Meade et lieutenant général Ulysses S. Grant chevauche sur le champ de bataille, où Meade remarque immédiatement un trou entre Hancock et le Ve corps. Avec le chemin de fer de South Side toujours à 6 milles (9,7 km) de là, Meade se rend compte que la poursuite de l'avance isolera de plus en plus le IIe corps, et ordonne ainsi à Hancock de s'arrêter. La division du Ve corps du brigadier général Samuel W. Crawford reçoit l'ordre de faire le lien avec le IIe corps, mais est pris au piège dans les bois épais. Le général Grant, quant à lui, fait une reconnaissance personnelle des ouvrages confédérées et, après être sous le feu, détermine que les confédérés sont trop forts, et stoppe l'offensive.
N'ayant jamais fait le lien avec la division de Crawford, le corps de Hancock retourne vers le gué du Hatcher's Run, mais le trouve bloqué par de la cavalerie confédérée. Cela laisse l'ensemble du IIe corps isolé sur la rive nord du Hatcher's Run sans soutien. Avec en mémoire de Reams Station, Heth et Hampton voient une occasion en or de détruire l'ensemble du IIe corps. La seule ligne de retraite de Hancock est la Dabney Mill Road, que Heth vise maintenant. Tard dans l'après-midi, la division du brigadier général William Mahone attaque par le même bois qui avait stoppé Crawford et s'empare de la Dabney Mill Road, pendant qu'une division de cavalerie confédérée sous les ordres du major général W. H. F. "Rooney" Lee se place derrière les fédéraux. Mahone avance si prêt du flanc que la division du IIe corps du brigadier général Thomas W. Egan est forcée de changer complètement de front. Hancock est maintenant entouré sur trois côtés avec aucune ligne de retraite. Mais contrairement à Reams Station, le IIe  corps ne panique pas, et Hancock prend l'initiative. Mahone est presque trop brillant et sa division se retrouve isolée à son tour. Hancock ordonne une attaque sur les deux flancs confédérés. Hampton ne parvient pas à retenir la cavalerie de l'Union de la cavalerie et Gregg parvient à avancer et aide à mettre en déroute Mahone. Le sort a donc tourné et les confédérés, sont maintentant menacés d'encerclement, reculent jusqu'à la Boydton Plank Road. Hancock conserve son emprise sur la Boydton Plank Road et Grant lui laisse la décision de rester ou de se retirer vers les lignes initiales de  l'Union. Bien que Hancock a repoussé l'attaque confédérée, sa position est encore très instable. Cette nuit-là, Hancock fait marche ses hommes pour retourner à leur position d'origine.

## Conséquence
Avec le mois d'octobre presque terminé, les deux armées s'installent dans les quartiers d'hiver. Les confédérés maintiennent leur emprise sur la Boydton Plank Road tout au long de l'hiver. Hancock a remporté une victoire tactique sur les confédérés de Heth, effaçant partiellement la tache de la déroute à Reams Station. Aucune autre action significative survient sur n'importe quel front autour de Petersburg pendant le reste de l'année.
La bataille de Boydton Plank Road marque la dernière bataille de deux éminents généraux de l'Union de l'armée du Potomac. Le mois suivant, Winfield Hancock démissionne de son commandement de terrain en raison de complications liées à la blessure qu'il a reçue à Gettysburg. Puis, en janvier 1865, David McM. Gregg de façon inattendue, démissionne de son commandement. Sa lettre de démission fait allusion à une angoisse d'être loin de sa maison. Le chef d'état-major de Meade, le major général Andrew A. Humphreys, prend le commandement du IIe corps et reprend l'offensive contre la Boydton Plank Road en février de l'année suivante.

## Lectures complémentaires
- Newsome, Hampton. Richmond Must Fall: The Richmond-Petersburg Campaign, October, 1864. Kent, Ohio: Kent State University Press, 2013.  (ISBN 978-1-60635-132-1).